# نصف‌النهار مرجع

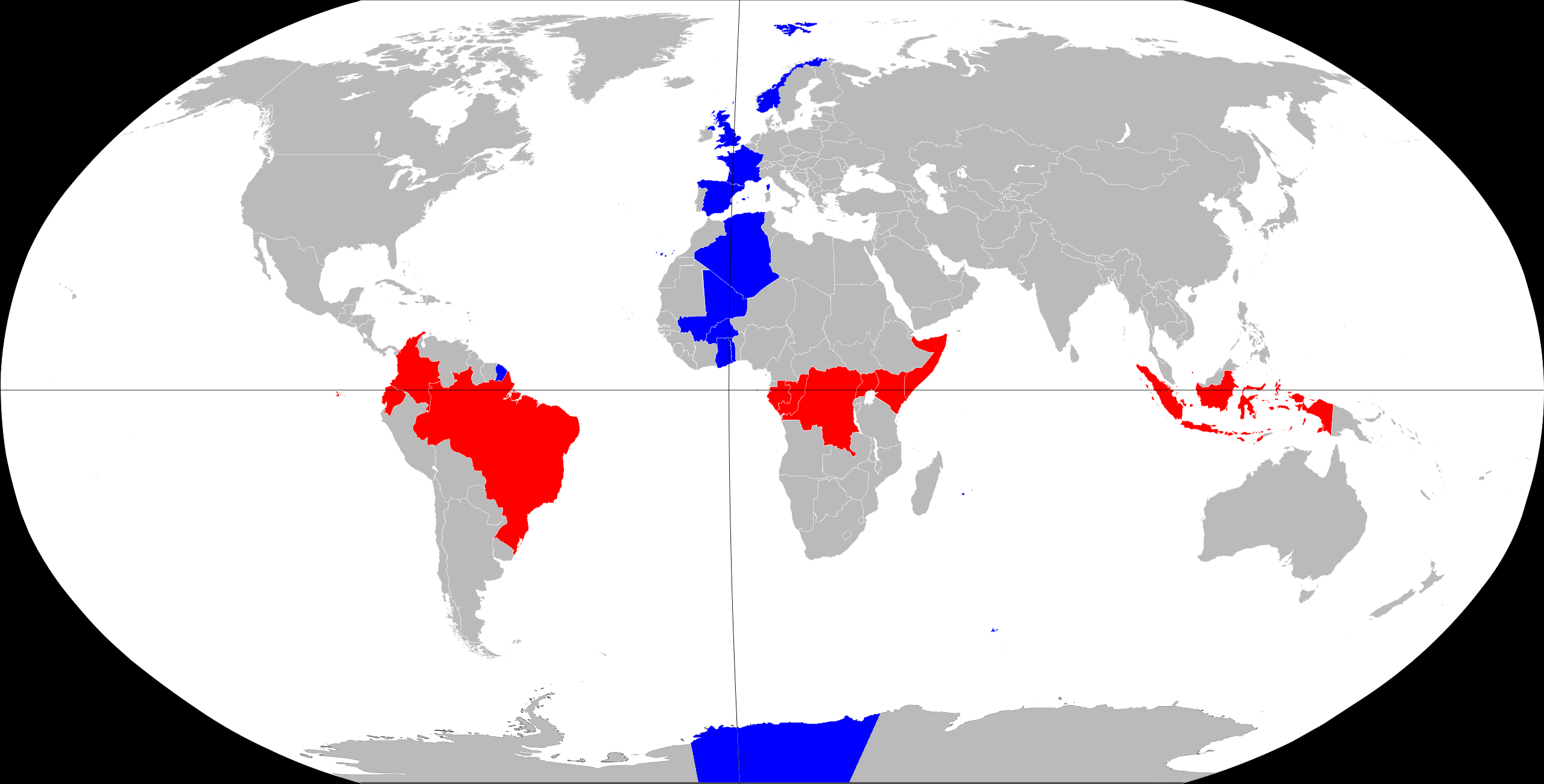
موقعیت نصف‌النهار مرجع

نصف‌النهار مرجع (انگلیسی: IERS Reference Meridian) یا نصف‌النهار مرجع بین‌المللی IERS (IRM)، نصف النهار اصلی (طول جغرافیایی ۰ درجه) است که توسط سرویس بین‌المللی چرخش و مرجع سیستم‌های زمین (IERS) نگهداری می‌شود. این خط حدود ۵٫۳ قوس الکتریکی در شرق از دایره ترانزیت ۱۸۵۱ جورج بیدل ایری یا ۱۰۲ متر (۳۳۵ فوت) در عرض جغرافیایی رصدخانه رویال گرینویچ عبور می‌کند. همچنین این نصف النهار مرجع سیستم موقعیت‌یابی جهانی (GPS) است که توسط وزارت دفاع ایالات متحده اداره می‌شود و از WGS84 و دو نسخه رسمی آن، سیستم بین‌المللی مرجع ارضی بین‌المللی (ITRS) و تحقق آن، قاب مرجع بین‌المللی زمینی است. (ITRF)
بر اساس اعلام دانشمندان در اوت ۲۰۱۵ در تعیین نصف النهار مبدأ واقع در گرینویچ لندن در سال ۱۸۸۴ توسط محققان طبیعت اشتباهی صورت گرفته‌است. عملکرد جی پی اس‌ها حاکی از آن است که این محور ۱۰۲ متر به سمت شرق متمایل است. تعیین نصف النهار مرجع برای اصلاح محاسبات جهانی نصف النهار مبدأ می‌باشد.